# Pheidole ambonensis
Pheidole ambonensis är en myrart som beskrevs av Vladimir Aphanasjevich Karavaiev 1930. Pheidole ambonensis ingår i släktet Pheidole och familjen myror. Inga underarter finns listade i Catalogue of Life.